# Peter Plichta
Peter Plichta (ur. 21 października 1939 w Remscheid) – niemiecki farmaceuta, doktor chemii i autor, zajmujący się także fizyką i matematyką.

## Życiorys
Urodził się jako bliźniak dwujajowy. Ten fakt przyczynił się do tego, że jako osoba dorosła zajął się kwestią bliźniaczych par atomów, połączonych przez bliźniacze pary elektronów. Jego brat bliźniak Paul pracuje w przemyśle chemicznym.
Peter Plichta uczęszczał do szkoły średniej w Düsseldorfie, ukończył studia chemiczne na Uniwersytecie w Kolonii (1966). W późniejszym czasie studiował również chemię jądrową, fizykę i prawo. W 1968 roku za pomocą spektroskopii z użyciem magnetycznego rezonansu jądrowego udowodnił istnienie bliźniaczych, asymetrycznych atomów w związkach krzemowodorowych i germanowodorowych.
W 1970 roku obronił pracę doktorską na temat otrzymywania wyższych silanów (związków krzemowodoru). W 1971 roku wyprodukował z krzemu olej silanowy do silników wysokoprężnych (penta- i decasilany).
Po ukończeniu studiów farmaceutycznych na Uniwersytecie w Marburgu w 1977 roku otrzymał uprawnienia do wykonywania zawodu farmaceuty. Jest właścicielem apteki w Düsseldorfie. 
Od 1981 roku działa jako niezależny naukowiec, zajmujący się chemią, logiką, teorią liczb i matematyką. Wyniki swoich dociekań o liczbach pierwszych opublikował w języku niemieckim w 1991 roku w dwutomowej pracy pt. "Krzyż liczb pierwszych" ("Das Primzahlkreuz", wznowienia T.1 - 2000, T.2 - 2001). W latach 90. opublikował również trzeci tom z tej serii, składający się z dwóch części (1998, wznowienia 2001, 2004). Od roku 1988 współpracował nad tworzeniem tych prac z matematykiem, Michaelem Feltenem. 
Opracował również popularną wersję swej biografii, zawierającą omówienie jego najważniejszych dociekań naukowych i ich konsekwencji ("Gottes geheime Formel", 1995, 1999). Praca ta została przetłumaczona na kilka języków, w tym polski. W Polsce została wydana pt. "Tajemnicza formuła Boga. Kod liczb pierwszych kluczem do rozwiązania zagadki wszechświata" (1998).
Peter Plichta jest właścicielem kilku patentów z zakresu otrzymywania i wykorzystania silanów. W 1993 roku opatentował projekt pojazdu kosmicznego w kształcie dysku, napędzanego trzema silnikami chemicznymi, zasilanymi wyższymi silanami. Swoje odkrycia z zakresu wyższych silanów i ich zastosowania opisał (wraz z dwójką współpracowników) w książce "Benzin aus Sand. Die Silan-Revolution" (2001, 2006).

## Najważniejsze publikacje Petera Plichty
- Das Primzahlkreuz. Im Labyrinth des Endlichen. T. 1. Quadropol Verlag und Patentverwertung GmbH, Düsseldorf 2000, ss. 489. ISBN 3-9802808-0-2, ISBN 978-3-9802808-0-8
- Das Primzahlkreuz. Das Unendliche. T. 2. Quadropol Verlag und Patentverwertung GmbH, Düsseldorf 2001, ss. 207. ISBN 3-9802808-1-0, ISBN 978-3-9802808-1-5
- Das Primzahlkreuz. Die 4 Pole der Ewigkeit. T. 3. Cz. 1. Quadropol Verlag und Patentverwertung GmbH, Düsseldorf 2001. ss. 226. ISBN 3-9802808-2-9, ISBN 978-3-9802808-2-2
- Das Primzahlkreuz. Die 4 Pole der Ewigkeit. T. 3. Cz. 2. Quadropol Verlag und Patentverwertung GmbH, Düsseldorf 2004. s. 227-413. ISBN 3-9802808-3-7, ISBN 978-3-9802808-3-9
- Plichta P., Posch W., Hidding B., Benzin aus Sand. Die Silan-Revolution. Herbig Verlagsbuchhandlung GmbH, München 2006, ss. 269. ISBN 3-7766-2464-7, ISBN 978-3-7766-2464-9
- Tajemnicza formuła Boga. Kod liczb pierwszych kluczem do rozwiązania zagadki wszechświata. Wyd. Ureaus, Gdynia 1998, ss. 194. ISBN 83-85732-62-4
- God's Secret Formula. The Deciphering of the Riddle of the Universe and the Prime Number Code. Element Books Ltd., Dorset 1997, ss. 218. ISBN 1-86204-014-1
- Gottes geheime Formel. Die Entschlüsselung des Welträtsels und der Primzahlencode. Langen, Albert - Georg Müller Verlag in F. A. Herbig, München 2003, ss. 317. ISBN 3-7844-2749-9, ISBN 978-3-7844-2749-2
- La Formula Segreta Dell´Unviverso. Un Codice Numerico Sevela L´Enigma Di Dio E Delle Sue Leggi. Piemme, 1997.